# Coppa Italia 1992-1993
La Coppa Italia 1992-1993 fu la 46ª edizione della manifestazione calcistica. Iniziò il 23 agosto 1992 e si concluse il 19 giugno 1993. Fu vinta dal Torino, al suo quinto titolo.

## Formula
Al torneo partecipano 48 squadre: tutte le società della Serie A e della Serie B assieme alle quattro squadre retrocesse in Serie C1 al termine della stagione precedente, la detentrice della Coppa Italia di Serie C e le cinque società meglio classificate nei due gironi della Serie C1 1991-1992. Le dodici società meglio classificate in Serie A nella stagione precedente e le prime quattro neopromosse sono ammesse direttamente al secondo turno.
Nel primo turno si giocano partite di sola andata, in caso di parità si giocano i tempi supplementari ed eventualmente si passa ai tiri di rigore. Dal secondo turno in poi si giocano gare di andata e ritorno (sempre con supplementari e rigori).

## Risultati

### Turni preliminari

#### Primo turno
Turno disputato in gara unica con partite giocate il 22 e 23 agosto 1992
| Squadra 1      | Risultato        | Squadra 2 |
| -------------- | ---------------- | --------- |
| Ternana        | 1-1 (5-3 d.c.r.) | Piacenza  |
| Sambenedettese | 0-1              | Cagliari  |
| Avellino       | 0-0 (2-4 d.c.r.) | Reggiana  |
| SPAL           | 0-1              | Pisa      |
| Perugia        | 2-0              | Cremonese |
| Taranto        | 2-1              | Lucchese  |
| L.R. Vicenza   | 0-4              | Verona    |
| Casertana      | 0-1              | Modena    |
| Monza          | 0-0 (1-0 d.t.s.) | Bologna   |
| Empoli         | 1-2              | Bari      |
| Messina        | 0-2 (tav.)       | Cesena    |
| Como           | 1-2              | Ascoli    |
| Venezia        | 2-0              | Cosenza   |
| Palermo        | 2-2 (6-7 d.c.r.) | Lecce     |
| Genoa          | 2-0              | Giarre    |
| Fidelis Andria | 3-0              | Padova    |

#### Secondo turno
Le gare di andata sono state giocate il 26 agosto 1992 e quelle di ritorno il 2 settembre.
| Squadra 1  | Totale    | Squadra 2      | Andata     | Ritorno      |
| ---------- | --------- | -------------- | ---------- | ------------ |
| Milan      | 10-2      | Ternana        | 4-0        | 6-2          |
| Cagliari   | 6-4       | Udinese        | 2-0        | 4-4          |
| Reggiana   | 5-8       | Inter          | 3-4        | 2-4          |
| Foggia     | 3-2       | Pisa           | 1-0        | 2-2          |
| Fiorentina | 4-1       | Perugia        | 1-0        | 3-1          |
| Roma       | 7-2       | Taranto        | 4-1        | 3-1          |
| Brescia    | 3-4       | Verona         | 2-3        | 1-1          |
| Napoli     | 6-0       | Modena         | 3-0        | 3-0          |
| Monza      | 2-4       | Torino         | 2-3        | 0-1          |
| Bari       | 6-5       | Pescara        | 3-3        | 3-2          |
| Sampdoria  | 2-2 (gfc) | Cesena         | 2-1        | 0-1          |
| Ascoli     | 0-5       | Lazio          | 0-4        | 0-1          |
| Atalanta   | 2-3       | Venezia        | 0-2 (tav.) | 2-1 (d.t.s.) |
| Parma      | 1-0       | Lecce          | 1-0        | 0-0          |
| Ancona     | 3-6       | Genoa          | 2-1        | 1-5 (d.t.s.) |
| Juventus   | 5-1       | Fidelis Andria | 4-0        | 1-1          |

### Fase finale

#### Ottavi di finale
Le gare di andata sono state disputate il 7 ottobre 1992 e quelle di ritorno il 28 ottobre.
| Squadra 1 | Totale | Squadra 2  | Andata | Ritorno |
| --------- | ------ | ---------- | ------ | ------- |
| Milan     | 3-0    | Cagliari   | 3-0    | 0-0     |
| Foggia    | 0-2    | Inter      | 0-0    | 0-2     |
| Roma      | 5-3    | Fiorentina | 4-2    | 1-1     |
| Napoli    | 7-1    | Verona     | 2-1    | 5-0     |
| Bari      | 1-2    | Torino     | 1-1    | 0-1     |
| Cesena    | 2-4    | Lazio      | 1-1    | 1-3     |
| Parma     | 2-1    | Venezia    | 1-0    | 1-1     |
| Juventus  | 5-3    | Genoa      | 1-0    | 4-3     |

#### Quarti di finale
Le gare di andata sono state disputate il 27 gennaio 1993 e quelle di ritorno il 10 febbraio.
| Squadra 1 | Totale | Squadra 2 | Andata | Ritorno |
| --------- | ------ | --------- | ------ | ------- |
| Milan     | 3-0    | Inter     | 0-0    | 3-0     |
| Napoli    | 0-2    | Roma      | 0-0    | 0-2     |
| Lazio     | 4-5    | Torino    | 2-2    | 2-3     |
| Juventus  | 3-2    | Parma     | 2-1    | 1-1     |

#### Semifinali
Le gare di andata sono state disputate il 10 marzo 1993 e quelle di ritorno il 31 marzo.
| Squadra 1 | Totale    | Squadra 2 | Andata | Ritorno |
| --------- | --------- | --------- | ------ | ------- |
| Roma      | 2-1       | Milan     | 2-0    | 0-1     |
| Torino    | 3-3 (gfc) | Juventus  | 1-1    | 2-2     |

#### Finali
La finale di andata è stata disputata il 12 giugno 1993 e quella di ritorno il 19 giugno.
| Squadra 1 | Totale    | Squadra 2 | Andata | Ritorno |
| --------- | --------- | --------- | ------ | ------- |
| Torino    | 5-5 (gfc) | Roma      | 3-0    | 2-5     |

##### Andata
| Arbitro: | Amendolia (Messina) |

|                                             |           |  |
| Benedetti 17’ (aut.) Cois 53’ Fortunato 78’ | Marcatori |  |

| Torino | Roma |

| Torino             |    |                         |  |     |
|                    |    |                         |  |     |
| P                  | 1  | Luca Marchegiani        |  |     |
| D                  | 2  | Pasquale Bruno          |  |     |
| D                  | 3  | Roberto Mussi           |  |     |
| D                  | 4  | Daniele Fortunato       |  |     |
| D                  | 5  | Enrico Annoni           |  | 46' |
| C                  | 6  | Luca Fusi               |  |     |
| C                  | 7  | Gianluca Sordo          |  | 77' |
| C                  | 8  | Giorgio Venturin        |  |     |
| A                  | 9  | Carlos Alberto Aguilera |  |     |
| C                  | 10 | Vincenzo Scifo          |  |     |
| A                  | 11 | Andrea Silenzi          |  |     |
| Sostituzioni:      |    |                         |  |     |
| C                  |    | Sandro Cois             |  | 46' |
| D                  |    | Raffaele Sergio         |  | 77' |
| Allenatore:        |    |                         |  |     |
| Emiliano Mondonico |    |                         |  |     |

| Roma                                                |    |                     |  |     |
|                                                     |    |                     |  |     |
| P                                                   | 1  | Patrizio Fimiani    |  |     |
| D                                                   | 2  | Luigi Garzya        |  |     |
| D                                                   | 3  | Fabio Petruzzi      |  | 46' |
| D                                                   | 4  | Walter Bonacina     |  |     |
| D                                                   | 5  | Silvano Benedetti   |  |     |
| C                                                   | 6  | Aldair              |  | 64' |
| C                                                   | 7  | Siniša Mihajlović   |  |     |
| C                                                   | 8  | Thomas Häßler       |  |     |
| A                                                   | 9  | Giovanni Piacentini |  |     |
| A                                                   | 10 | Giuseppe Giannini   |  |     |
| A                                                   | 11 | Ruggero Rizzitelli  |  |     |
| Sostituzioni:                                       |    |                     |  |     |
| A                                                   |    | Roberto Muzzi       |  | 46' |
| D                                                   |    | Antonio Comi        |  | 64' |
| Allenatore:                                         |    |                     |  |     |
| Narciso Pezzotti (Direttore Tecnico) Vujadin Boškov |    |                     |  |     |

##### Ritorno
| Arbitro: | Sguizzato (Verona) |

|                                                                           |           |                  |
| Giannini 22’ (rig.), 49’ (rig.), 55’ (rig.) Rizzitelli 47’ Mihajlović 65’ | Marcatori | 45’, 53’ Silenzi |

| Roma | Torino |

| Roma                                                |    |                     |  |     |
|                                                     |    |                     |  |     |
| P                                                   | 1  | Patrizio Fimiani    |  |     |
| D                                                   | 2  | Luigi Garzya        |  |     |
| D                                                   | 3  | Giovanni Piacentini |  | 90' |
| D                                                   | 4  | Walter Bonacina     |  | 89' |
| D                                                   | 5  | Silvano Benedetti   |  |     |
| C                                                   | 6  | Antonio Comi        |  |     |
| C                                                   | 7  | Siniša Mihajlović   |  |     |
| C                                                   | 8  | Thomas Häßler       |  |     |
| A                                                   | 9  | Andrea Carnevale    |  |     |
| C                                                   | 10 | Giuseppe Giannini   |  |     |
| A                                                   | 11 | Ruggero Rizzitelli  |  |     |
| Sostituzioni:                                       |    |                     |  |     |
| A                                                   |    | Roberto Muzzi       |  | 89' |
| C                                                   |    | Fausto Salsano      |  | 90' |
| Allenatore:                                         |    |                     |  |     |
| Narciso Pezzotti (Direttore Tecnico) Vujadin Boškov |    |                     |  |     |

| Torino             |    |                         |  |     |
|                    |    |                         |  |     |
| P                  | 1  | Luca Marchegiani        |  |     |
| D                  | 2  | Pasquale Bruno          |  |     |
| D                  | 3  | Roberto Mussi           |  |     |
| D                  | 4  | Daniele Fortunato       |  |     |
| D                  | 5  | Sandro Cois             |  |     |
| C                  | 6  | Luca Fusi               |  |     |
| C                  | 7  | Gianluca Sordo          |  | 89' |
| C                  | 8  | Giorgio Venturin        |  |     |
| A                  | 9  | Carlos Alberto Aguilera |  | 77' |
| A                  | 10 | Vincenzo Scifo          |  |     |
| A                  | 11 | Andrea Silenzi          |  |     |
| Sostituzioni:      |    |                         |  |     |
| A                  |    | Walter Casagrande       |  | 77' |
| D                  |    | Giulio Falcone          |  | 89' |
| Allenatore:        |    |                         |  |     |
| Emiliano Mondonico |    |                         |  |     |